# Dwór w Grabanowie
Dwór w Grabanowie – dwór z XIX wieku położony na pograniczu wsi Grabanów i Wilczyna w województwie lubelskim.
Istniejący obecnie dwór został zbudowany w latach 60. XIX wieku. Obora i stodoła pochodzą z końca XIX w. zaś stajnie i wozownia z początku XX w. Cały zespół dworski, wraz z otaczającym go parkiem z II połowy XIX w., ma 7 ha powierzchni. Zachowały się w nim dosyć dobrze ciągi alei grabowych, a także topolowa aleja dojazdowa do parku.
We wrześniu 1939 roku do Grabanowa wkroczyły wojska radzieckie, a następnie niemieckie. Dwór stał się kwaterą repatriantów. Około roku 1947 zlokalizowano w nim Szkołę Rachunkowości Rolnej.
W latach 1954–1958 zespół dworski użytkowany był przez Państwowy Fundusz Ziemi, który organizował tu kursy rolnicze, później mieścił się w nim Wojewódzki Ośrodek Szkolenia Rolniczego. W latach 1971–1976 obiekt użytkowany był przez PGR Roskosz, a od 1976 roku przez Wojewódzki Związek Kółek Rolniczych.
W roku 1982 obiekt przekazany został Wojewódzkiemu Ośrodkowi Postępu Rolniczego. Dwór służył początkowo jako biuro WOPR, a od 1987 roku jako baza hotelowa dla potrzeb szkoleniowych. Dwór w okresie powojennym był kilkakrotnie adaptowany do potrzeb kolejnych użytkowników, co zatarło jego pierwotny układ wnętrz. W latach 1987–1988 staraniem WOPR-u dokonano kapitalnego remontu. Dwór po remoncie spełnia funkcję hotelu. Bogata baza szkoleniowa wraz z zapleczem gastronomicznym, jakim dysponuje Ośrodek Doradztwa stała się podstawą do utworzenia Centrum Edukacji Ekologiczno-Rolniczej. Obecnie dwór dysponuje 80 miejscami noclegowymi.

## Obiekty
W skład zespołu dworskiego wchodzą:
- klasycystyczny dwór z lat 60. XIX wieku
- park krajobrazowy (zapewne po 1860) o osiowym i promienistym układzie alejek, miejscami zatartym, z długa aleją dojazdową (niegdyś na grobli między stawami)
- drewniany czworak z II poł. XIX wieku (wyburzony w 2002 roku)
- stajnia i wozownia (murowane) z lat 20./30. XX wieku.

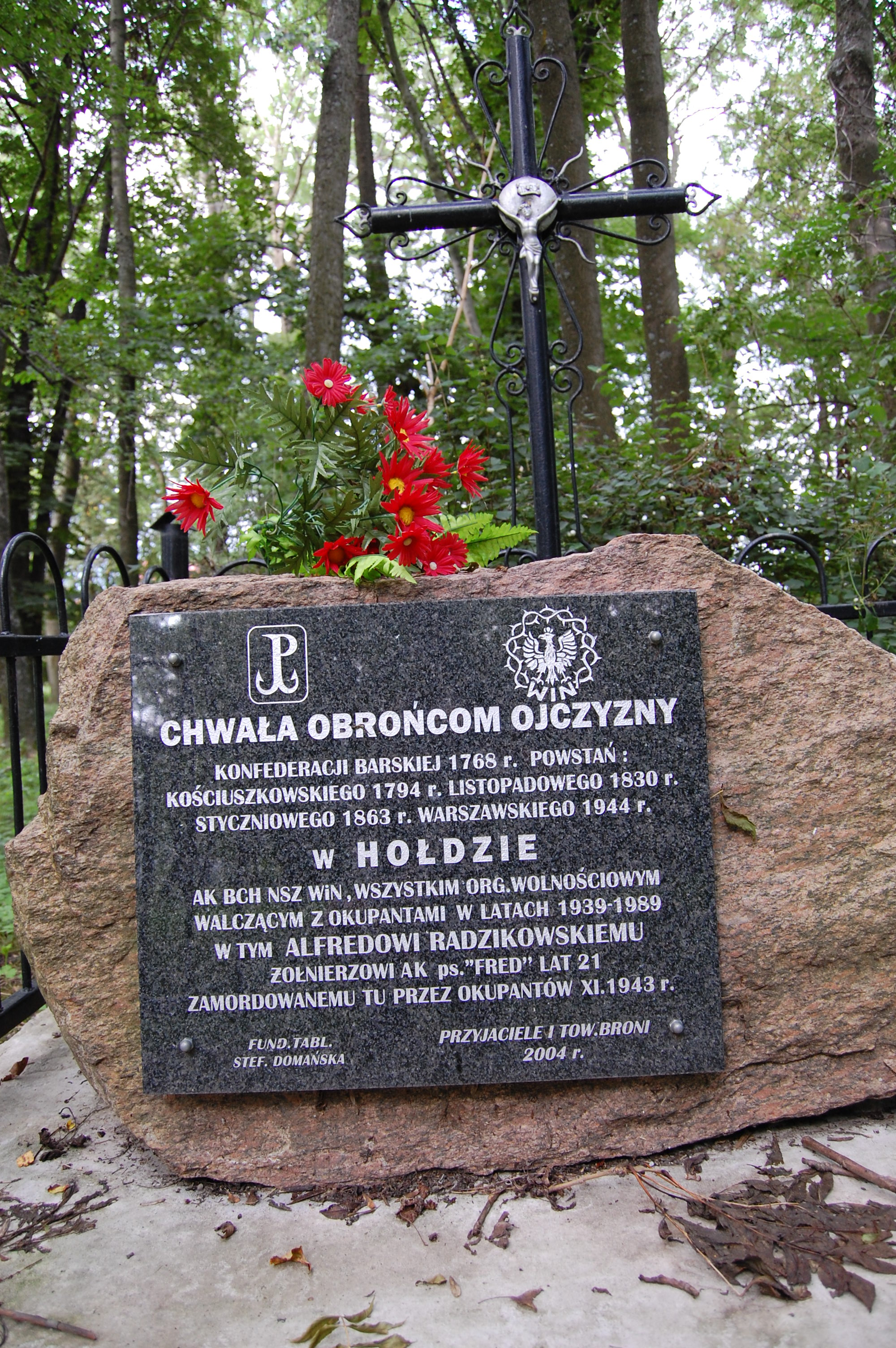
Pomnik w parku

Ponadto w parku znajduje się pomnik poświęcony pamięci walczących o Ojczyznę. Poświęcony 22 sierpnia 2004, ufundowany przez Stefanię Domańską. Napis na pomniku głosi:

Pomnik ma formę płyty przybitej do dużej wielkości głazu z krzyżem. Przypomina to trochę grób.

## Głaz narzutowy

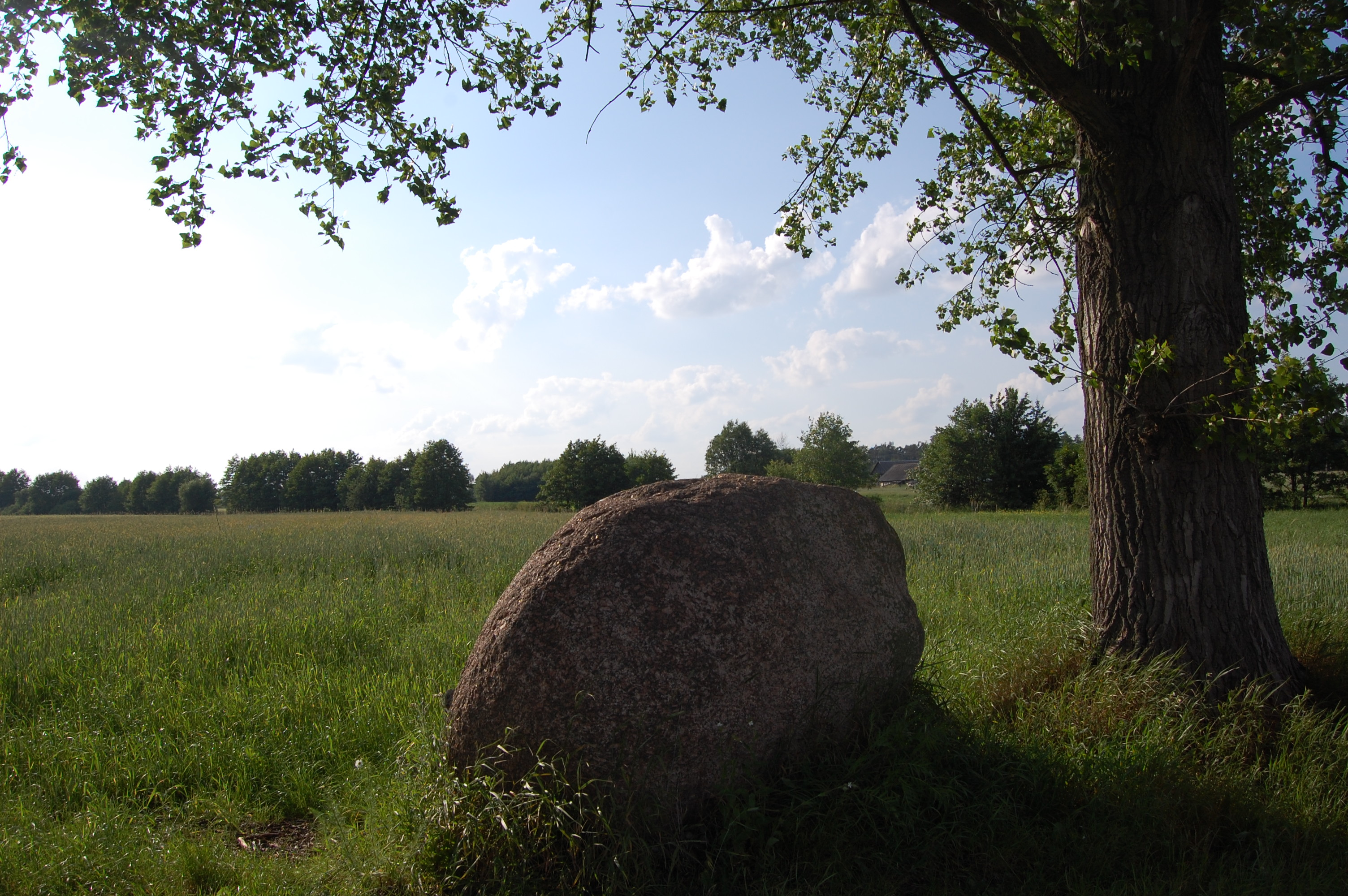

Mniej więcej w połowie długości, przy drodze biegnącej od skrzyżowania w stronę lasu znajduje się głaz, pochodzenia lodowcowego (najprawdopodobniej z epoki późnego glacjału tj. sprzed ok. 15-117 tys. lat). Mierzy on około metra wysokości i ok. 2,5 m w obwodzie.